# Kælk under vinter-OL 2022
Kælk under vinter-OL 2022 blev afholdt i Xiaohaituo Bobsleigh and Luge Track i Yanqing nord for Beijing. I alt blev fire kælkekonkurrencer afholdt mellem 5. og 10. februar 2018.
I alt blev 106 pladser fordelt på disciplinenerne kælk, som var et fald på 4 siden vinter-OL 2018.

## Medaljeoversigt

### Medaljetabel
| Rank              | Nation                          | Guld | Sølv | Bronze | Total |
| ----------------- | ------------------------------- | ---- | ---- | ------ | ----- |
| 1                 | Tyskland (GER)                  | 4    | 2    | 0      | 6     |
| 2                 | Østrig (AUT)                    | 0    | 2    | 1      | 3     |
| 3                 | Ruslands Olympiske Komité (ROC) | 0    | 0    | 1      | 1     |
| 3                 | Italien (ITA)                   | 0    | 0    | 1      | 1     |
| 3                 | Letland (LAT)                   | 0    | 0    | 1      | 1     |
| Total (5 nations) | Total (5 nations)               | 4    | 4    | 4      | 12    |

### Medaljevindere
| Event             | Guld                                                                           | Guld     | Sølv                                                                   | Sølv     | Bronze                                                                    | Bronze   |
| ----------------- | ------------------------------------------------------------------------------ | -------- | ---------------------------------------------------------------------- | -------- | ------------------------------------------------------------------------- | -------- |
| Mændenes single   | Johannes Ludwig · Tyskland                                                     | 3:48.735 | Wolfgang Kindl · Østrig                                                | 3:48.895 | Dominik Fischnaller · Italien                                             | 3:49.686 |
|                   |                                                                                |          |                                                                        |          |                                                                           |          |
| Double            | Tobias Wendl · Tobias Arlt · Tyskland                                          | 1:56.554 | Toni Eggert · Sascha Benecken · Tyskland                               | 1:56.653 | Thomas Steu · Lorenz Koller · Østrig                                      | 1:57.065 |
|                   |                                                                                |          |                                                                        |          |                                                                           |          |
| Kvindernes single | Natalie Geisenberger · Tyskland                                                | 3:53.454 | Anna Berreiter · Tyskland                                              | 3:53.947 | Tatjana Ivanova · Ruslands Olympiske Komité                               | 3:54.507 |
|                   |                                                                                |          |                                                                        |          |                                                                           |          |
| Holdkonkurrence   | Tyskland · Natalie Geisenberger · Johannes Ludwig · Tobias Wendl · Tobias Arlt | 3:03.406 | Østrig · Madeleine Egle · Wolfgang Kindl · Thomas Steu · Lorenz Koller | 3:03.486 | Letland · Elīza Tīruma · Kristers Aparjods · Mārtiņš Bots · Roberts Plūme | 3:04.354 |

## Deltagende nationer
I alt havde 110 atleter kvalificeret sig fra 26 nationer, ud på de fire discilin. Irland gjorde deres første debut i kælk-disciplinen.
- Argentina (1)
- Australien (1)
- Østrig (10)
- Bosnien-Hercegovina (1)
- Bulgarien (1)
- Canada (6)
- Kina (4)
- Tjekkiet (4)
- Georgien (1)
- Tyskland (10)
- Storbritannien (1)
- Irland (1)
- Italien (8)
- Japan (1)
- Letland (10)
- Moldova (1)
- Polen (4)
- Rumænien (4)
- Ruslands Olympiske Komité (10)
- Slovakiet (5)
- Sydkorea (5)
- Sverige (2)
- Schweiz (1)
- Kinesisk Taipei (1)
- Ukraine (6)
- USA (8)